# Vattenfall Cyclassics 2015
La 20e édition de la Vattenfall Cyclassics, une course cycliste allemande, a lieu le 23 août 2015. Il s'agit de la 19e épreuve de l'UCI World Tour 2015,. L'Allemand André Greipel (Lotto-Soudal) remporte la course au sprint, devant le tenant du titre, le Norvégien Alexander Kristoff (Katusha) et l'Italien Giacomo Nizzolo (Trek Factory Racing).

## Présentation

### Parcours
La course commence à Kiel et se termine à Hambourg. Le parcours est principalement plat, de ce fait la course convient généralement aux sprinteurs.

### Équipes
Vingt équipes participent à cette Vattenfall Cyclassics : dix-sept WorldTeams et trois équipes continentales professionnelles :
| UCI WorldTeams      | UCI WorldTeams | UCI WorldTeams |
| Nom de l'équipe     | Pays           | Code           |
| ------------------- | -------------- | -------------- |
| AG2R La Mondiale    | France         | ALM            |
| Astana              | Kazakhstan     | AST            |
| BMC Racing          | États-Unis     | BMC            |
| Cannondale-Garmin   | États-Unis     | TCG            |
| Etixx-Quick Step    | Belgique       | EQS            |
| FDJ                 | France         | FDJ            |
| Giant-Alpecin       | Allemagne      | TGA            |
| IAM                 | Suisse         | IAM            |
| Katusha             | Russie         | KAT            |
| Lampre-Merida       | Italie         | LAM            |
| Lotto NL-Jumbo      | Pays-Bas       | TLJ            |
| Lotto-Soudal        | Belgique       | LTS            |
| Movistar            | Espagne        | MOV            |
| Orica-GreenEDGE     | Australie      | OGE            |
| Sky                 | Royaume-Uni    | SKY            |
| Tinkoff-Saxo        | Russie         | TCS            |
| Trek Factory Racing | États-Unis     | TFR            |

| Équipes continentales professionnelles | Équipes continentales professionnelles | Équipes continentales professionnelles |
| Nom de l'équipe                        | Pays                                   | Code                                   |
| -------------------------------------- | -------------------------------------- | -------------------------------------- |
| Bora-Argon 18                          | Allemagne                              | BOA                                    |
| Cult Energy                            | Danemark                               | CLT                                    |
| MTN-Qhubeka                            | Afrique du Sud                         | MTN                                    |

### Règlement de la course

#### Primes
| Position | 1er      | 2e      | 3e      | 4e      | 5e      | 6e      | 7e      | 8e    | 9e    | 10e à 20e |
| Prix     | 16 000 € | 8 000 € | 4 000 € | 2 000 € | 1 600 € | 1 200 € | 1 100 € | 800 € | 400 € | 400 €     |

### Favoris
Le tenant du titre est le Norvégien Alexander Kristoff (Katusha). Il fait partie des principaux favoris, tout comme les Allemands Marcel Kittel (Giant-Alpecin) et André Greipel (Lotto-Soudal), ainsi que le Britannique Mark Cavendish (Etixx-Quick Step).

## Récit de la course
Malgré plusieurs attaques dans la dernière partie de la course, la victoire se joue une nouvelle fois au sprint. Kittel est lâché dans la dernière montée, tandis que Cavendish est pris dans une chute à 3 kilomètres de l'arrivée. Kristoff lance le sprint, mais Greipel est en mesure de le suivre et de le passer pour remporter sa première victoire sur la course. Kristoff termine deuxième et la troisième place revient à l'Italien Giacomo Nizzolo (Trek Factory Racing).

## Classement final
|    | Cycliste           | Équipe    | Pays                |    | Temps           | Points UCI |
| -- | ------------------ | --------- | ------------------- | -- | --------------- | ---------- |
| 1  | André Greipel      | Allemagne | Lotto-Soudal        | en | 4 h 57 min 05 s | 80         |
| 2  | Alexander Kristoff | Norvège   | Katusha             |    | m.t.            | 60         |
| 3  | Giacomo Nizzolo    | Italie    | Trek Factory Racing |    | m.t.            | 50         |
| 4  | Tom Boonen         | Belgique  | Etixx-Quick Step    |    | m.t.            | 40         |
| 5  | Greg Van Avermaet  | Belgique  | BMC Racing          |    | m.t.            | 30         |
| 6  | Arnaud Démare      | France    | FDJ                 |    | m.t.            | 22         |
| 7  | Matti Breschel     | Danemark  | Tinkoff-Saxo        |    | m.t.            | 14         |
| 8  | Ramon Sinkeldam    | Pays-Bas  | Giant-Alpecin       |    | m.t.            | 10         |
| 9  | Niccolò Bonifazio  | Italie    | Lampre-Merida       |    | m.t.            | 6          |
| 10 | Rasmus Guldhammer  | Danemark  | Cult Energy         |    | m.t.            | -          |

### UCI World Tour
Cette Vattenfall Cyclassics attribue des points pour l'UCI World Tour 2015, par équipes uniquement aux équipes ayant un label WorldTeam, individuellement uniquement aux coureurs des équipes ayant un label WorldTeam.
| Position,          | 1er | 2e | 3e | 4e | 5e | 6e | 7e | 8e | 9e | 10e |
| Classement général | 80  | 60 | 50 | 40 | 30 | 22 | 14 | 10 | 6  | 2   |

#### Classement individuel
Ci-dessous, le classement individuel de l'UCI World Tour à l'issue de la course.
| Rang | Coureur            | Équipe        | Points |
| ---- | ------------------ | ------------- | ------ |
| 1    | Alejandro Valverde | Movistar      | 532    |
| 2    | Christopher Froome | Sky           | 422    |
| 3    | Alberto Contador   | Tinkoff-Saxo  | 407    |
| 4    | Nairo Quintana     | Movistar      | 365    |
| 5    | Alexander Kristoff | Katusha       | 323    |
| 6    | Joaquim Rodríguez  | Katusha       | 322    |
| 7    | Greg Van Avermaet  | BMC Racing    | 322    |
| 8    | Richie Porte       | Sky           | 314    |
| 9    | Geraint Thomas     | Sky           | 283    |
| 10   | Rui Costa          | Lampre-Merida | 274    |

#### Classement par pays
Ci-dessous, le classement par pays de l'UCI World Tour à l'issue de la course.
| Rang | Pays        | Points |
| ---- | ----------- | ------ |
| 1    | Espagne     | 1 582  |
| 2    | Royaume-Uni | 973    |
| 3    | Colombie    | 814    |
| 4    | Italie      | 769    |
| 5    | France      | 757    |
| 6    | Belgique    | 755    |
| 7    | Australie   | 717    |
| 8    | Pays-Bas    | 693    |
| 9    | Allemagne   | 550    |
| 10   | Norvège     | 323    |

#### Classement par équipes
Ci-dessous, le classement par équipes de l'UCI World Tour à l'issue de la course.
| Rang | Équipe           | Points |
| ---- | ---------------- | ------ |
| 1    | Sky              | 1 246  |
| 2    | Movistar         | 1 242  |
| 3    | Katusha          | 1 190  |
| 4    | Etixx-Quick Step | 908    |
| 5    | Tinkoff-Saxo     | 791    |
| 6    | BMC Racing       | 788    |
| 7    | Astana           | 715    |
| 8    | Lotto-Soudal     | 564    |
| 9    | Orica-GreenEDGE  | 507    |
| 10   | AG2R La Mondiale | 501    |

## Liste des participants
- Liste de départ complète